# Мутко Віталій Леонтійович
Віталій Леонтійович Мутко (рос. Вита́лий Лео́нтьевич Мутко́; нар. 8 грудня 1958 року, станиця Куринська, Апшеронський район, Краснодарський край, Російська РФСР) — російський політик. Генеральний директор АТ «Дом.рф» з 28 січня 2020 року.
Заступник голови Уряду Російської Федерації з питань будівництва та регіонального розвитку (з 18 травня 2018 по 15 січня 2020 року). Міністр спорту Росії (2012–2016). Президент Російського футбольного союзу (2005–2017). Член Ради Федерації Федеральних Зборів Російської Федерації від виконавчого органу державної влади Санкт-Петербурга (2003–2008).

## Життєпис
- В юності пройшов шлях від секретаря ВЛКСМ Ленінградського річкового училища до глави адміністрації Кіровського району Санкт-Петербурга.
- 1977—1978 роках працював матросом-мотористом на судах Ленінградського морського порту і управління Північно-Західного річкового пароплавства.
- В 1980 році став членом КПРС. Незабаром був висунутий на роботу до виконкому Кіровської районної Ради народних депутатів Ленінграда; працював на посадах інструктора, завідувача відділом з соціальних питань, секретаря райвиконкому.
- У 1983—1991 роках — голова виконкому Кіровської районної Ради народних депутатів Ленінграда.[1]
- 1987 ріку, перебуваючи на посаді голови Кіровської райради, без відриву від роботи заочно закінчив знаходиться на території підвідомчого йому району Інститут водного транспорту.
- У 1990 році обраний депутатом Кіровської райради.
- У 1990—1991 роках — голова виконкому Кіровської районної Ради народних депутатів.
- З 1991 року — глава адміністрації Кіровського району міста.
- У 1992 році запрошений в уряд Санкт-Петербурга на посаду заступника мера міста — голови комітету мерії з соціальних питань. Мав добрі стосунки з Собчаком, після його поразки на губернаторських виборах влітку 1996 року пішов з адміністрації міста.
- З 1997 року по 2003 рік — президент ФК «Зеніт».
- У серпні 2001 року за його ініціативою створена Російська футбольна Прем'єр-Ліга, президентом якої він незабаром став.
- З 29 жовтня 2003 року представляв уряд Санкт-Петербурга в Раді Федерації. Член Комітету у справах Федерації та регіональної політики, голова Комісії у справах молоді і спорту та член Комісії з контролю за забезпеченням діяльності Ради Федерації.
- 2 квітня 2005 року на позачерговій конференції Російського футбольного союзу обраний його президентом (за його кандидатуру проголосувало 96 з 99 членів виконкому РФС). За заявою Мутко, пріоритетами його програми на посаді президента РФС є прийняття державної програми розвитку футболу і створення необхідних умов для різкого прориву в масовості захоплення футболом"". Мутко приділяє особливу увагу національної збірної з футболу, він був одним з ініціаторів запрошення в збірної Росії з футболу іноземного тренера Хіддінка[2].
- У 2006 році був обраний членом Технічного комітету і комітету з розвитку ФІФА (єдиний орган, Technical and Development Committee).

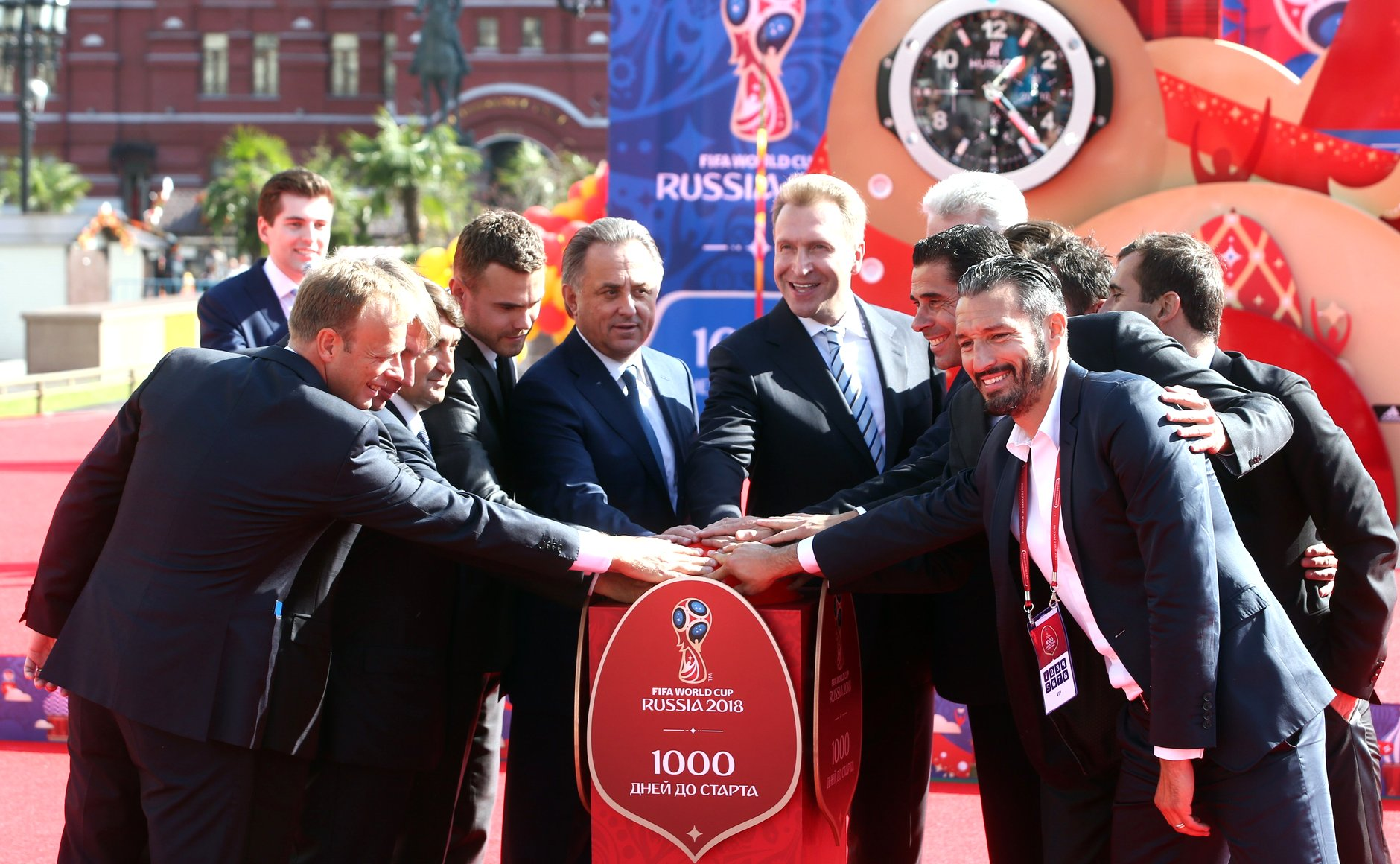
На запуску зворотного відліку 1000 днів до чемпіонату світу з футболу FIFA 2018 в Росії

- Указом Президента рф від 12 травня 2008 року № 745 призначений Міністром спорту, туризму і молодіжної політики РФ (Міністерство було створено в результаті реструктуризації органів виконавчої влади у травні 2008 року).
- 12 травня 2008 року звільнений від обов'язків члена Ради Федерації та голови Комісії Ради Федерації у справах молоді і спорту[3].
- У березні 2009 року на 33-му конгресі УЄФА в Копенгагене був обраний до виконкому ФІФА.
- 24 листопада 2009 року на позачерговій конференції Російського футбольного союзу виконком Союзу затвердив відставку Віталія Мутко з поста президента організації.[4]
- З 24 листопада 2009 року — голова Опікунської ради РФС.[5] З боку Уряду РФ є куратором чемпіонату світу з футболу 2018 року, який пройде в Росії[6].
- У травні 2013 року на черговому конгресі УЄФА в Лондоне був знову висунуть у виконком ФІФА. Через тиждень Конгрес ФІФА затвердив кандидатуру Мутко в складі Виконавчого комітету Міжнародної федерації футболу від Російської Федерації.
- 2 вересня 2015 року Віталій Мутко знову був обраний президентом РФС. Термін його повноважень становить 1 рік — до вересня 2016 року[7][8]. Через рік був переобраний на новий чотирирічний термін.
- 19 жовтня 2016 року призначений Заступником Голови Уряду Російської Федерації з питань спорту, туризму і молодіжної політики[9].
- 5 грудня 2017 року МОК своїм рішенням виніс Мутко довічну заборону на відвідування олімпійських ігор[10][11]
- 25 грудня 2017 року Мутко призупинив свою діяльність на посту президента Російського футбольного союзу.
- 30 грудня 2017 року Мутко виключений зі складу Оргкомітету чемпіонату світу з футболу 2018[12].
- З 18 травня 2018 по 15 січня 2020 року — заступник Голови Уряду Російської Федерації з питань будівництва та регіонального розвитку[13]
- З 28 січня 2020 року – генеральний директор АТ «Дом.рф».

### «Допінговий» скандал

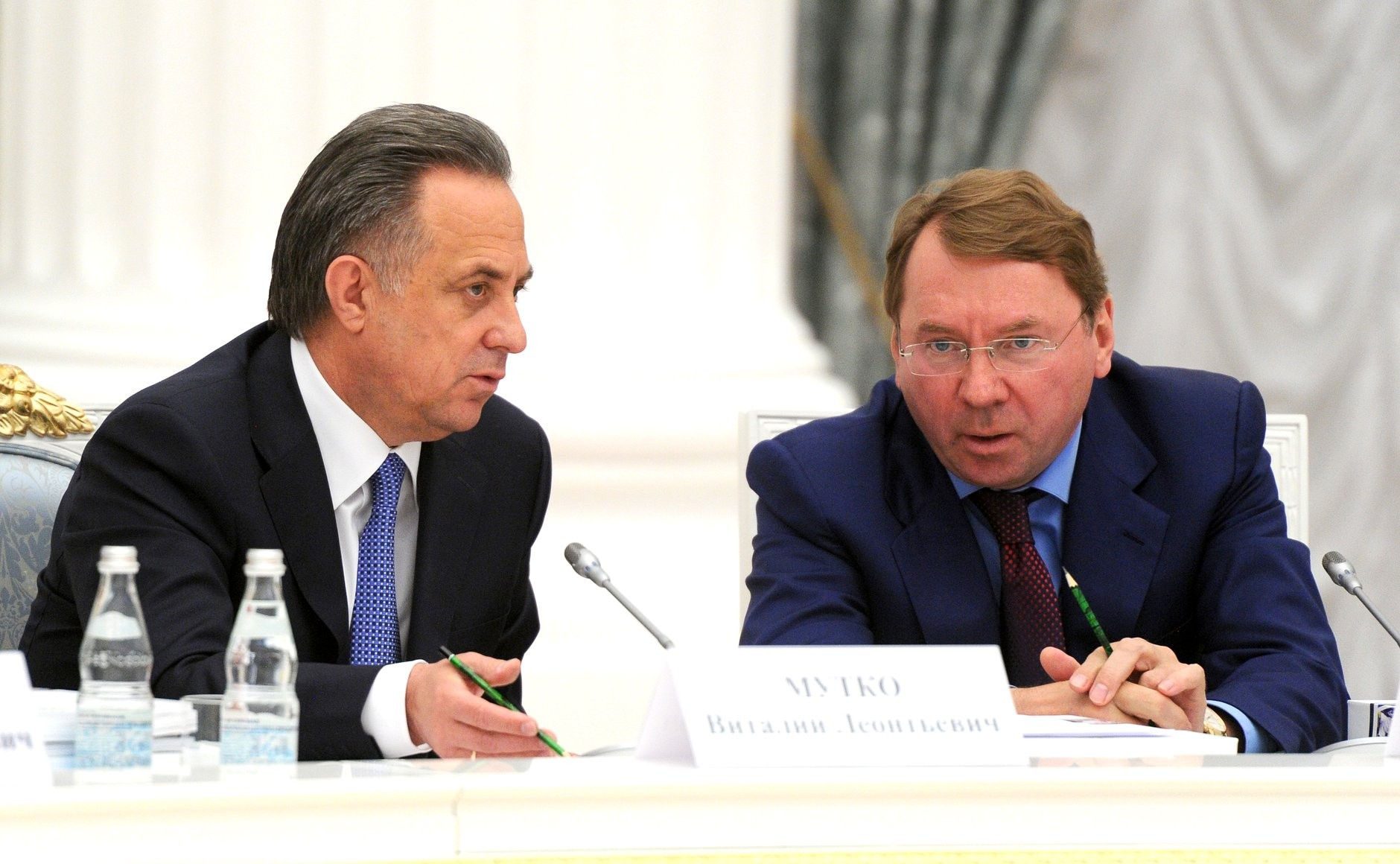
Віталій Мутко та Володимир Кожин, червень 2015

Фігурант доповіді комісії Всесвітнього антидопінгового агентства (ВАДА) 2016 року. Зокрема, в звіті комісії викладені прямі звинувачення Мутко в причетності до махінацій з допінг-пробами, які були здійснені за участю ФСБ Росії. Рішенням виконкому МОК від 19 липня 2016 року Мутко разом з деякими іншими співробітниками міністерства спорту Росії був позбавлений акредитації на літній Олімпіаді в Ріо-де-Жанейро 2016 року.
Рішенням МОК за підсумками засідання 5 грудня 2017 року в Лозанні Мутко разом із колишнім заступником міністра спорту РФ Юрієм Нагорних винесено довічну заборону на відвідування Олімпійських ігор у будь-якій якості.
26 грудня 2017 року Віталій Мутко подає апеляцію до спортивного арбітражного суду. У ній він оскаржує рішення про довічне відсторонення від відвідувань і будь-якої участі в Олімпійських іграх виконкому Міжнародного олімпійського комітету 5 грудня 2017 року.
3 липня 2019 року спортивний арбітражний суд (CAS) анулював довічне відсторонення Віталія Мутко від Олімпіад. Суд задовольнив апеляцію Мутко та постановив скасувати санкції проти нього.

### Нагороди
- Орден «За заслуги перед Вітчизною» III ступеня (14 січня 2014 року) — за великий внесок у підготовку та проведення XXVII Всесвітньої літньої універсіади 2013 року в місті Казані'[18]. Орден вручено 24 березня 2014 року на церемонії нагородження державними нагородами організаторів Олімпійських та Паралімпійських ігор 2014 року, тренерів і керівників спортивних федерацій[19]
- Орден «За заслуги перед Вітчизною» IV ступеня (1 грудня 2008 року) — за великий внесок у розвиток фізичної культури і спорту і багато років копіткої роботи[20]
- Орден Пошани (11 листопада 1994 року) — за великі заслуги перед народом, пов'язані з розвитком російської державності, досягнення в праці, науці, культурі, мистецтві, зміцненням дружби і співробітництва між народами[21]
- Орден Дружби (25 січня 2002 року) — за заслуги у розвитку фізичної культури і спорту, великий внесок у зміцнення дружби і співробітництва між народами[22]
- Медаль «В пам'ять 300-річчя Санкт-Петербурга» (2003 рік)
- Медаль «В пам'ять 1000-річчя Казані» (2005 рік)
- Заслужений працівник фізичної культури РФ (2002)
- Почесна грамота Уряду РФ (2005 рік)
- Почесна грамота Ради Федерації Федеральних Зборів РФ (2008)

## Санкції
Віталій  Мутко здійснює комерційну діяльність в секторах економіки, що забезпечує істотне джерело доходу для уряду Росії, котрий ініціював військові дії і геноцид цивільного населення в Україні.
19 лютого 2023 року доданий до санкційного списку України.

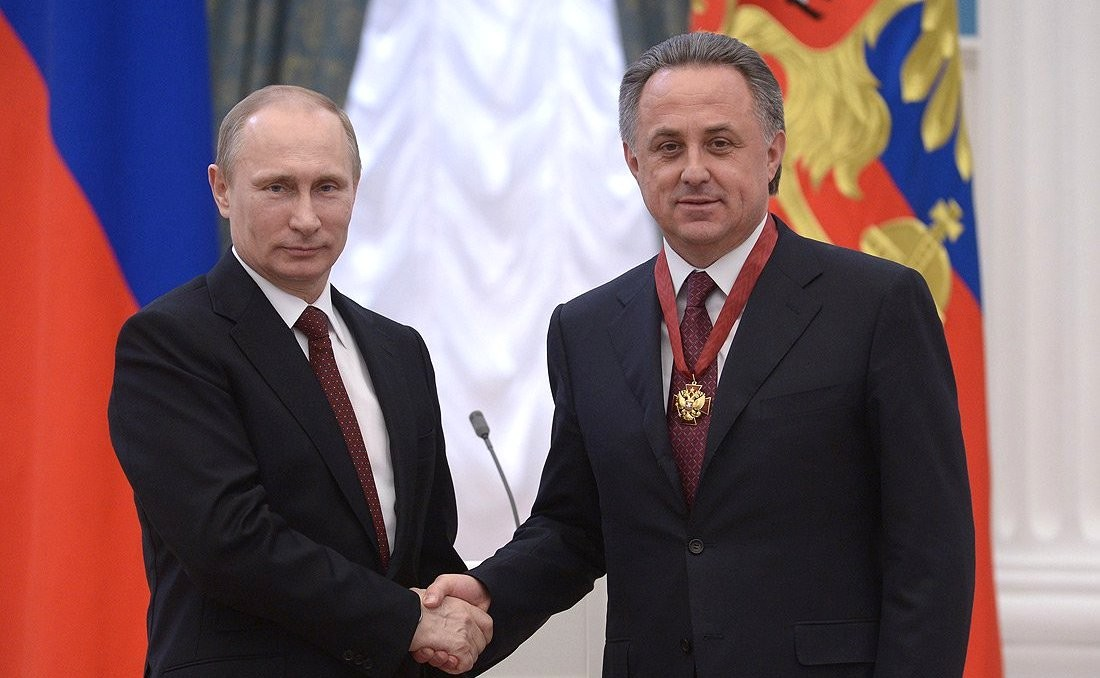
Нагородження орденом "За заслуги перед Вітчизною" III ступеня. 24 березня 2014 року

## Сім'я
Дружина Тетяна Іванівна Мутко - домогосподарка, раніше працювала в Балтійському морському пароплавстві.
Донька Олена (нар. 1977) - підприємець, з 2010 року володіє стоматологічною клінікою в Санкт-Петербурзі (директором клініки є її чоловік);
Донька Марія (нар. 1985) - юрист за освітою, була одружена з нафтотрейдером Вадимом Сомовим, 2018 року відкрила ресторан легкого харчування в Санкт-Петербурзі.
Старший брат Олександр, директор будівельної фірми, живе в селищі Південний Туапсинського району Краснодарського краю.
Молодша сестра Людмила, заступник начальника фізкультурно-оздоровчого комплексу в Санкт-Петербурзі.